# Anopheles gigas
Anopheles gigas este o specie de țânțari din genul Anopheles, descrisă de Giles în anul 1901. Conform Catalogue of Life specia Anopheles gigas nu are subspecii cunoscute.